# Polidevciidae
Polidevciidae zijn een uitgestorven familie van tweekleppigen uit de orde Nuculanida.